# 嘉木美术馆
嘉木美术馆又名嘉木艺术博物馆，是位于中华人民共和国山东省青岛市市南区安徽路16号的一家公益性私营美术馆，创立于2013年，其展览陈设多以青岛城市文化为主题。

## 概况
嘉木美术馆为青岛籍人士修方舟所创办，其馆名取自张衡《西京赋》“嘉木树庭，芳草如积”之句。2013年9月19日开馆，为青岛市第一家公益性私人美术馆。该馆以“彩青岛”为主题，即展览作品均以青岛为主题，或展览青岛籍艺术家的创作。该馆除展览外，每周末组织少儿艺术讲座、团体参观、现场授课等活动，另曾与中小学校合作组织美术教育课程。至2017年9月19日，该馆已举办展览206场、讲座56场、音乐会16场，每年举办50余场展览。
该馆位于安徽路16号的馆址主楼为一栋德式住宅，其内除展览室外还设有咖啡馆、茶室等休闲设施。院内另设有一处由游泳池改造而来的“阳光展厅”。

## 馆址历史

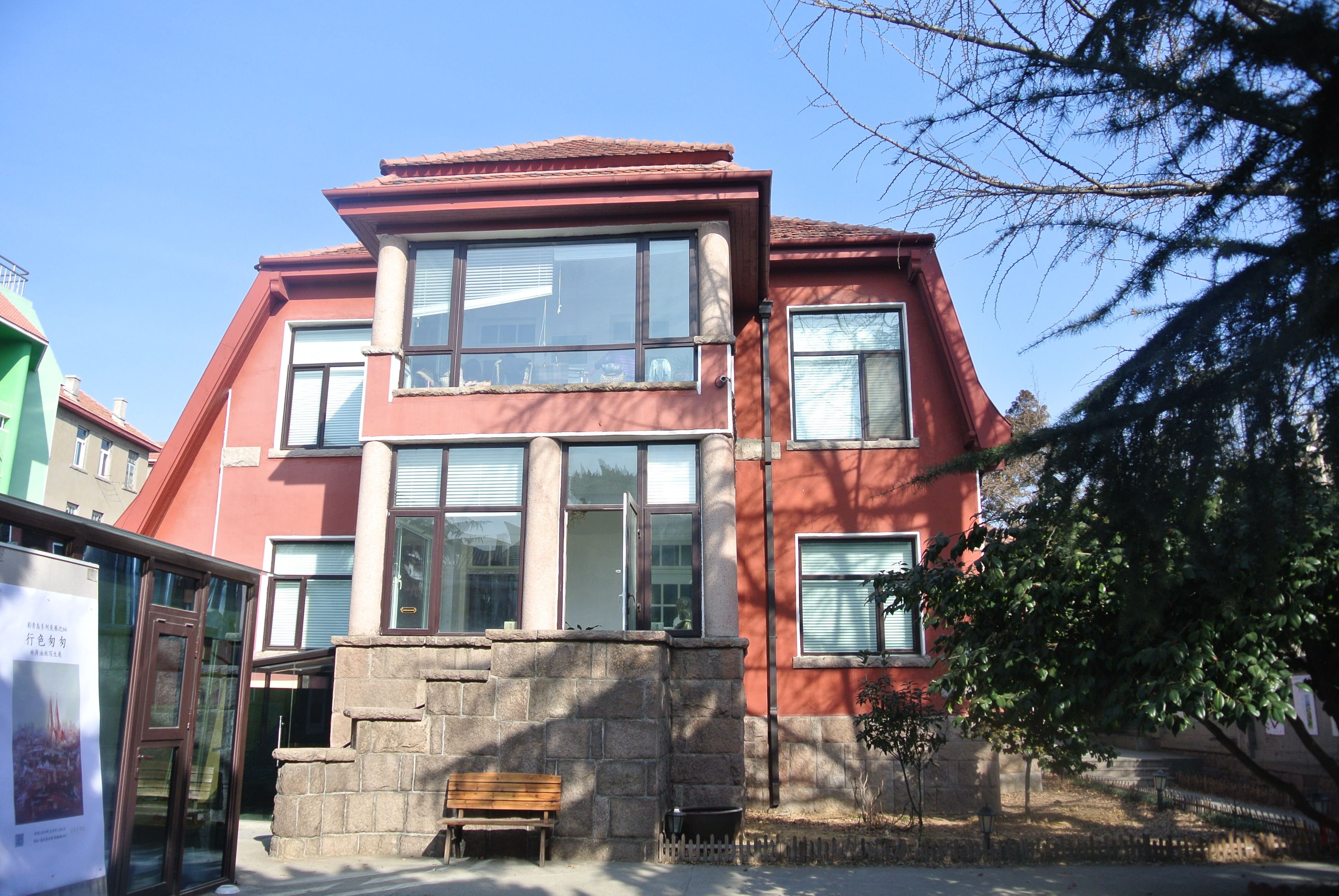
嘉木美术馆馆址南立面

嘉木美术馆安徽路16号馆址约建于1913年，最初为德国籍船舶工程师奥托·施蒂洛（德語：Otto Stielow）及其家庭的私宅。1914年一战爆发后施蒂洛所属的汉堡-美洲航运公司货轮泰坦尼亚号（Titania）随德国海军东亚分舰队前往南太平洋，其在青岛的地产于同年11月日军占领青岛后被没收，此后至1940年该楼地产所属不详。1940年，福柏医院医生李绍华、石雪筠夫妇买下这座住宅在此居住，并曾在此开办诊所，直至1980年代两人相继去世。至2013年嘉木美术馆创办前，该楼长期为私人住宅。

## 参观信息
嘉木美术馆周一至周五开放时间为9:30-17:00，周六9:30-20:00开放，周日9:30-17:00开放，免费参观。